# Smaoui Mohamed Tijani
 (septembre 2017).
Si vous disposez d'ouvrages ou d'articles de référence ou si vous connaissez des sites web de qualité traitant du thème abordé ici, merci de compléter l'article en donnant les références utiles à sa vérifiabilité et en les liant à la section « Notes et références ».
Smaoui Mohamed Tijani (arabe : محمد تیجانی سماوی), né le 2 février 1943 à Gafsa, est un islamologue tunisien. Savant sunnite converti au chiisme duodécimain usuli, il est l'auteur de l'ouvrage intitulé Comment j'ai été guidé.

## Biographie
Al-Tijani est né le 2 février 1943 à Gafsa dans une famille musulmane sunnite tunisienne de rite malikite, originaire de Samawa en Irak. À la fin de l'enseignement primaire, il étudie dans une branche de la Zitouna. Avec l'indépendance de la Tunisie, il fréquente les écoles franco-arabes et, finalement, passe des diplômes de l'enseignement pré-universitaire[Lesquels ?]. À 17 ans, il entre à l'université de la Sorbonne. Durant plus de huit ans, il étudie les religions monothéistes et y obtient une licence en sciences humaines et philosophie. Après cela, il obtient un doctorat d'histoire et des religions islamiques à l'université de la Sorbonne.

## Islam
En 1964, il participe à une conférence durant laquelle il est influencé par les enseignements saoudiens, plus particulièrement ceux du wahhabisme. C'est à l'issue de cette conférence, qu'en retournant à Tunis, il est influencé par un professeur chiite de l'université de Bagdad qui l'invite. Smaoui passe alors quelques semaines en Irak, à Nadjaf et Bagdad. Il a ainsi l'occasion de rendre visite à quelques savants chiites comme l'ayatollah Abu al-Qasim al-Khoei et Mohammed Bakr al-Sadr. À la suite des débats et échanges qu'il a avec ces derniers, puis aux recherches et études qu'il peut mener, il se convertit au chiisme à l'âge de 24 ans.
C'est après sa conversion qu'il écrit le livre Comment j'ai été guidé, devenu un best-seller dans le monde musulman. Ce livre retrace son cheminement de croyant passant de la tradition sunnite à la tradition chiite.

## Ouvrages
- Comment j'ai été guidé
- Demandez à ceux qui connaissent
- Être avec la vérité
- Les chiites : les vrais disciples de la sunna